# Магдебурзьке герцогство
Магдебурзьке герцогство (нім. Herzogtum Magdeburg) — володіння Бранденбурзького маркграфства з 1680 по 1701 рік і Прусського королівства з 1701 по 1807 рік. Було утворене на територіях Магдебурзького архієпископства після його секуляризації Бранденбургом, надавши курфюрсту ще одне впливове місце в колегії князів Рейхстагу. Столицями герцогства були Магдебург і Галле, ще одним важливом містом був Бург. Розпущене під час Наполеонівських війн у 1807 році. В 1815 році територія герцогства була включена до складу прусської провінції Саксонія.

## Історія
В часи протестантської Реформації, починаючи з 1545 року Магдебурзьке архієпископство почало управлятися світськими князями, переважно лютеранами. За Вестфальським договором 1648 року архієпископство дісталось володарям Бранденбурзького маркграфства з дому Гогенцоллернів, яким воно мало перейти після смерті його чинного володаря Августа, герцога Саксен-Вайсенфельського. Місто Магдебург також зобов'язане було виплачувати данину бранденбурзьким князям-курфюрстам. У 1666 році бранденбурзький курфюрст Фрідріх Вільгельм використав свою армію, щоб встановити в місті свій постійний гарнізон.
Бранденбург-Пруссія успадкувала Магдебурзьке архієпископство після смерті Августа Саксен-Вайсенфельського в 1680 році та реорганізувала секуляризовану територію як Магдебурзьке герцогство, з курфюрстами Бранденбурзькими як спадковими герцогами. Регіон Галле (Saalkreis), ексклав провінції, був оточений Ангальтським князівством, Мансфельдським графством (придбаним Пруссією в 1790 році) і Саксонським курфюрством. Всупереч волі лютеранської знаті герцогства, керувати герцогством був призначений канцлер-кальвініст. Завдяки керівництву Августа Германа Франке, Галле став центром пієтизму в Бранденбурзі-Пруссії.
У 1701 році курфюрст Фрідріх III коронував себе королем Пруссії Фрідріхом I і Магдебурзьке герцогство стало частиною нового Прусського королівства. «Алодіфікація ленів» короля Фрідріха Вільгельма I, або спроби модернізувати феодальне законодавство про земельну власність, зустріла опір юнкерського дворянства герцогства, яке боялося втратити статус звільненого від податків. Дворяни отримали рішення імператорського суду у Відні, які захищали їхні права в 1718 і 1725 роках. Юстус Геннінг Бемер став канцлером провінції в 1743 році.
Після створення Генеральної директорії в 1723 році Фрідріхом Вільгельмом I, Магдебурзьке герцогство, Гальберштадтське князівство і Бранденбурзьке маркграфство перейшли під управління другого департаменту Генеральної директорії. в 1780 році в герцогстві була створена Сільськогосподарська кредитна спілка з державним капіталом (Landschaft) для виключного використання знаті. Контроль над магдебурзькими землями дав монархії прибуткову монополію на соляні родовища Штасфурт і Галле.
Під час Семирічної війни стани Померанії добровільно зібрали 5000 солдатів для прусської армії, їх ініціатива була продубльована шляхтою Магдебурга та сусідніх провінцій.
В 1806 році Пруссія зазнала поразки від Наполеона у Війні четвертої коаліції. Згідно з Тільзитським миром наступного року Магдебурзьке герцогство було розпущено. Територія герцогства на захід від річки Ельба, включаючи міста Магдебург і Галле, увійшла до складу Вестфальського королівства, клієнтської держави Першої французької імперії. Територія герцогства на схід від Ельби залишилася в значно зменшеному Прусському королівстві.
Під час Війни шостої коаліції Пруссія знову отримала Магдебург і Галле. У 1815 році, після завершення Наполеонівських війн, території Магдебурзького герцогства, Альтмарк і частина Саксонського королівства були об'єднані і утворили нову прусську провінцію Саксонія.